# 伍德蘭鎮區 (明尼蘇達州賴特縣)
伍德蘭鎮區（英語：Woodland Township）是位於美國明尼蘇達州賴特縣的一個行政鎮區。

## 歷史
伍德蘭鎮區於1858年設立，得名自當地茂密的樹林。

## 地方資料
伍德蘭鎮區的面積為85.90平方千米，當中陸地面積為84.32平方千米，而水域面積為1.58平方千米。根據2020年美國人口普查的數據，當地共有人口1154人，而人口密度為每平方千米13.43人。